# Ike Vil
Ike Vil este cântărețul din formația finlandeză Babylon Whores, din care face parte din 1994.